# Arndt Kluge

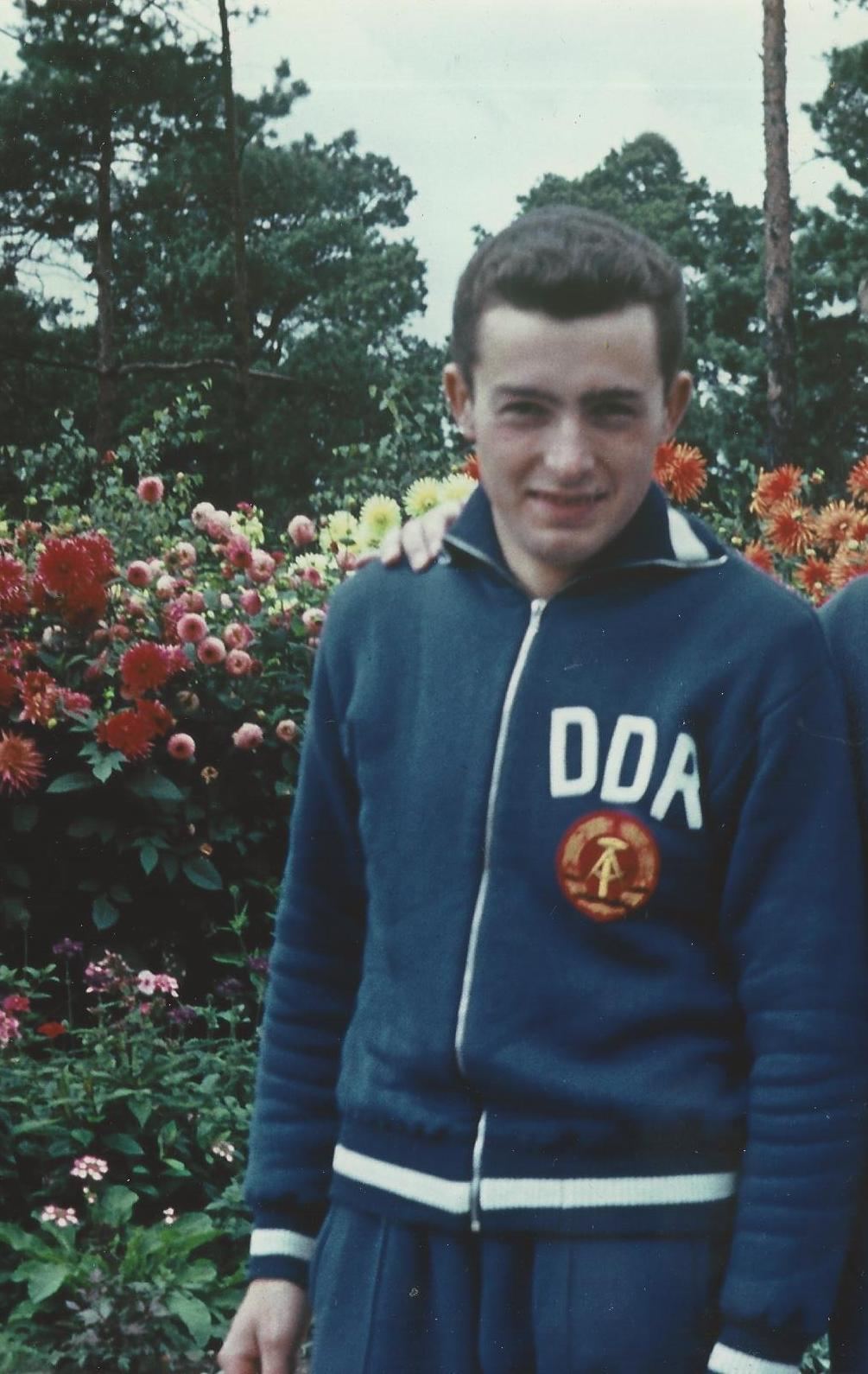
Arndt Kluge, 1963

Arndt Kluge (* 14. April 1942 in Witzschdorf; † 7. Juli 2008 in Bad Düben) war ein deutscher Leichtathlet.
Er war einer der erfolgreichsten Leichtathleten in der Disziplin Weitsprung des Sportclubs SC DHfK Leipzig.
Er nahm mehrfach an den Deutschen Meisterschaften der DDR teil. 
Sein größter Erfolg war der Sieg bei den Deutschen Meisterschaften der DDR im Jahr 1963.

## Erfolge
- Deutsche Meisterschaften 1960, 4. Platz  (Weite: 7,35 m)
- Leichtathletik Länderkampf der Junioren 1962, 1. Platz  (Weite: 7,57 m)
- Deutsche Meisterschaften der Junioren 1962, 2. Platz  (Weite: 7,41 m)
- Internationales Leichtathletik Sportfest 1963, 1. Platz (Weite: 7,55 m)
- Deutsche Meisterschaften 1963, 1. Platz  (Weite: 7,64 m)
- Deutsche Meisterschaften 1965, 5. Platz  (Weite: 7,39 m)

| Personendaten    | Personendaten          |
| ---------------- | ---------------------- |
| NAME             | Kluge, Arndt           |
| KURZBESCHREIBUNG | deutscher Leichtathlet |
| GEBURTSDATUM     | 14. April 1942         |
| GEBURTSORT       | Witzschdorf            |
| STERBEDATUM      | 7. Juli 2008           |
| STERBEORT        | Bad Düben              |